# Département Meuse-Inférieure

Landkarte der Départements in der heutigen Benelux-Region.

Das Département de la Meuse-Inférieure (deutsch Departement der unteren Maas auch Niedermaas; niederländisch Departement van de Beneden-Maas auch Nedermaas) war ein von 1795 bis 1814 zum französischen Staat gehörendes Département. Es umfasste Teile der heutigen Staaten Belgien und Niederlande sowie in geringem Umfang Deutschland.

## Geschichte
Das Gebiet des Departements umfasste bis zum Ende des 18. Jahrhunderts verschiedene Territorien, im Wesentlichen:
- Teile des Herzogtums Limburg und des Herzogtums Geldern, beide zu den Österreichischen Niederlanden gehörend,
- Teile des Hochstifts Lüttich,
- die zu den Generalitätslanden der Republik der Sieben Vereinigten Provinzen gehörenden Gebiete von Maastricht und Venlo.

Nach der Brabanter Revolution war 1790 aus dem zuvor zu den Österreichischen Niederlanden gehörenden Gebiet die Republik der Vereinigten Belgischen Staaten entstanden. Das Hochstift Lüttich wurde 1791 besetzt. Die gesamte Region wurde am 1. Oktober 1795 formal an Frankreich angeschlossen. Maastricht und Venlo wurden von der inzwischen aus den Sieben Vereinigten Niederländischen Provinzen gebildeten Batavischen Republik an Frankreich abgetreten.
Bereits 1795 wurde die Verwaltung und das Gerichtswesen an das neue französische System angepasst, es entstanden auf dem Gebiet der vormals Österreichischen Niederlande und anderer in der Region liegender Territorien insgesamt neun Departements, die verwaltungsmäßig in Arrondissements, Kantone und Gemeinden gegliedert wurden. Die Kantone waren zugleich Friedensgerichtsbezirke.
Nach dem Sieg über Napoléon in der Völkerschlacht bei Leipzig (1813) und dem Wiener Kongress (1815) wurde das Departement als Provinz Limburg Teil des Vereinigten Königreichs der Niederlande, ein kleiner Teil (Niederkrüchten) kam zu Preußen.

## Gliederung

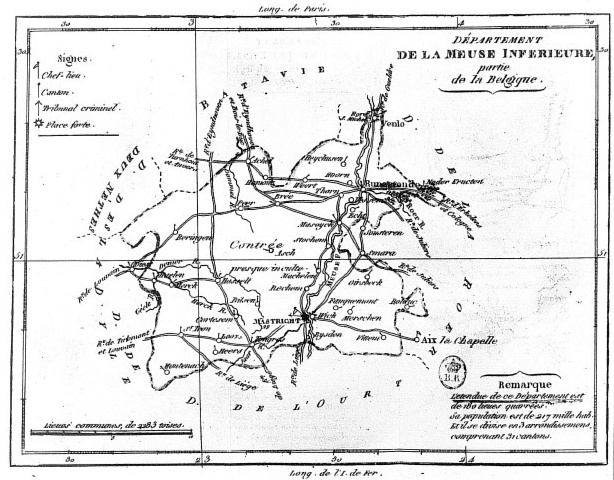
Département de da Meuse Inférieure

Hauptort (chef-lieu) des Departements bzw. Sitz der Präfektur war die Stadt Maastricht. Die Präfektur befand sich in dem Gebäude „Het Oud Gouvernement“ an der Kreuzung Bouillonstraat – Lenculenstraat. Das Département war in drei Arrondissements und 23 Kantone, sowie 310 Gemeinden eingeteilt:
| Arrondissement | Hauptorte der Kantone, Sitz der Friedensgerichte                                                                                |
| -------------- | --- |
| Maastricht     | 138 Gemeinden; Bilzen, Gulpen, Kerkrade (Kanton Rolduc), Heerlen, Maastricht (2 Kantone), Mechelen, Meerssen, Oirsbeek, Tongern |
| Hasselt        | 102 Gemeinden; Beringen, Hasselt, Herk, Loon, Peer, Sint-Truiden                                                                |
| Roermond       | 067 Gemeinden; Achel, Bree, Maaseik, Niederkrüchten, Roermond, Venlo, Weert                                                     |

Das Departement hatte eine Fläche von 3.786 Quadratkilometern und im Jahr 1812 insgesamt 267.249 Einwohner.